# Luis Antonio Flórez y Pereyra
Luis Antonio Flórez y Pereyra (San Isidro, 17 de agosto, de 1760 - ? 1816), Comendador de Molinos, Lagunarrota en la Orden de Calatrava y Capitán de navío participante en la Batalla de Trafalgar. Era hijo del capitán general de la Armada Española Don Manuel Antonio Flórez Maldonado.

## Biografía
En 1775, a la edad de 15 años, ingresó en la Compañía de Guardias Marinas de Cádiz.
En 1783 sería nombrado segundo comisario ordinario de la tropa del Real Cuerpo de Artillería de Marina del Departamento de Ferrol.
En febrero de 1793 embarcaría como comandante de la fragata Preciosa, destinado al apostadero de Rosas.
En 1805 se le haría cargo de la comandancia y el armamento del navío de línea de 74 cañones San Francisco de Asís y pasando a formar parte de la escuadra del brigadier Alcalá Galiano.
El 21 de octubre de 1805 participó en la Batalla de Trafalgar. A causa de su posición desfavorable en el transcurso de la batalla no tuvo mucha actuación y el número de bajas que obtuvo fueron de 5 hombres muertos y 12 heridos. El navío se hundiría a consecuencia del temporal que procedió al combate en la costa del Puerto de Santa María. Luis Antonio Flórez sería evacuado del navío con magulladuras en una pierna, salvando la vida.
En 1806 se trasladaría a Peñiscola donde se le concedió el gobierno militar y político.
Fallece en el año 1816